# Pedro Rebocho
Pedro Miguel Braga Rebocho, noto semplicemente come Pedro Rebocho (Évora, 23 gennaio 1995), è un calciatore portoghese, difensore dell'Al-Khaleej.

## Carriera

### Club
Cresciuto nel settore giovanile del Benfica, il 4 luglio 2016 viene ceduto alla Moreirense, con cui firma un triennale. Dopo un'ottima stagione con la squadra portoghese, conclusa con la vittoria della Coppa di Lega, il 20 giugno 2017 passa al Guingamp, legandosi al club francese fino al 2020.
L'8 agosto 2019 si trasferisce in prestito con diritto di riscatto al Beşiktaş.
Il 2 maggio 2022 disputa con il Lech Poznańda titolare la finale di Puchar Polski contro il Raków Częstochowa, dove i kolejorz vengono sconfitti per 1-3 dai rossoblu. Pochi giorni più tardi, tuttavia, arriva un grande riscatto, visto che i kolejorz si laureano campioni di Polonia per l'ottava volta nella loro storia.

### Nazionale
Ha giocato con tutte le rappresentative nazionali giovanili del Portogallo, disputando anche il mondiale under-20 del 2015 e gli europei under-21 del 2017.

## Statistiche

### Presenze e reti nei club
Statistiche aggiornate al 20 maggio 2022.
| Stagione           | Squadra            | Campionato         | Campionato | Campionato | Coppe nazionali | Coppe nazionali | Coppe nazionali | Coppe continentali | Coppe continentali | Coppe continentali | Altre coppe | Altre coppe | Altre coppe | Totale | Totale | Totale |
| Stagione           | Squadra            | Comp               | Pres       | Reti       | Comp            | Pres            | Reti            | Comp               | Pres               | Reti               | Comp        | Pres        | Reti        | Pres   | Reti   |        |
| ------------------ | ------------------ | ------------------ | ---------- | ---------- | --------------- | --------------- | --------------- | ------------------ | ------------------ | ------------------ | ----------- | ----------- | ----------- | ------ | ------ | ------ |
| 2013-2014          | Benfica B          | SL                 | 0          | 0          | -               | -               | -               | -                  | -                  | -                  | -           | -           | -           | 0      | 0      |        |
| 2014-2015          | Benfica B          | SL                 | 32         | 0          | -               | -               | -               | -                  | -                  | -                  | -           | -           | -           | 32     | 0      |        |
| 2015-2016          | Benfica B          | SL                 | 28         | 3          | -               | -               | -               | -                  | -                  | -                  | -           | -           | -           | 28     | 3      |        |
| Totale Benfica B   | Totale Benfica B   | Totale Benfica B   | 60         | 3          |                 | -               | -               |                    | -                  | -                  |             | -           | -           | 60     | 3      |        |
| 2016-2017          | Moreirense         | PL                 | 29         | 0          | TdP+TdL         | 1+4             | 0               | -                  | -                  | -                  | -           | -           | -           | 34     | 0      |        |
| 2017-2018          | Guingamp           | L1                 | 21         | 0          | CF+CdL          | 2+1             | 0               | -                  | -                  | -                  | -           | -           | -           | 24     | 0      |        |
| 2017-2018          | Guingamp           | L1                 | 36         | 0          | CF+CdL          | 3+4             | 0               | -                  | -                  | -                  | -           | -           | -           | 43     | 0      |        |
| lug.-ago. 2019     | Guingamp           | L2                 | 1          | 0          | CF+CdL          | -               | -               | -                  | -                  | -                  | -           | -           | -           | 1      | 0      |        |
| ago. 2019-2020     | Beşiktaş           | SL                 | 9          | 0          | TK              | 2               | 0               | UEL                | 6                  | 0                  | -           | -           | -           | 17     | 0      |        |
| 2020-gen.2021      | Guingamp           | L2                 | 16         | 0          | CF              | 0               | 0               | -                  | -                  | -                  | -           | -           | -           | 16     | 0      |        |
| gen.-mag. 2021     | Paços de Ferreira  | PL                 | 20         | 0          | TdP+TdL         | 0+0             | 0               | -                  | -                  | -                  | -           | -           | -           | 20     | 0      |        |
| 2021-ago.2021      | Guingamp           | L2                 | 3          | 0          | CF              | 0               | 0               | -                  | -                  | -                  | -           | -           | -           | 3      | 0      |        |
| ago.2021-2022      | Lech Poznań        | E                  | 21         | 1          | PP              | 2               | 0               | -                  | -                  | -                  | -           | -           | -           | 23     | 1      |        |
| 2022-2023          | Lech Poznań        | E                  | 19         | 0          | PP              | 1               | 0               | UCL+UECL           | 2+17               | 0                  | SP          | 0           | 0           | 39     | 0      |        |
| Totale Lech Poznan | Totale Lech Poznan | Totale Lech Poznan | 40         | 1          |                 | 3               | 0               |                    | 19                 | 0                  |             | 0           | 0           | 62     | 1      |        |
| 2023-2024          | Al-Khaleej         | SPL                | 34         | 0          | KC              | 3               | 0               | -                  | -                  | -                  | -           | -           | -           | 37     | 0      |        |
| 2024-2025          | Al-Khaleej         | SPL                | 6          | 0          | KC              | 1               | 0               | -                  | -                  | -                  | -           | -           | -           | 7      | 0      |        |
| Totale Al Khaleej  | Totale Al Khaleej  | Totale Al Khaleej  | 40         | 0          |                 | 4               | 0               |                    | -                  | -                  |             | -           | -           | 44     | 0      |        |
| Totale carriera    | Totale carriera    | Totale carriera    | 275        | 4          |                 | 24              | 0               |                    | 25                 | 0                  |             | 0           | 0           | 324    | 4      |        |

## Palmarès

### Club

#### Competizioni nazionali
- Coppa di Lega portoghese: 1

Moreirense: 2016-2017
- Campionato polacco: 1

Lech Poznań: 2021-2022